# Marin Shkurti
Marin Shkurti (* 1. Oktober 1933 in Samrisht nahe Shkodra; † 1. April 1969) war ein römisch-katholischer Priester, der im atheistischen Albanien des Enver-Hoxha-Regimes um seines Glaubens willen verhaftet, gefoltert und erschossen wurde.

## Leben
Marin Shkurti besuchte die Grundschule in Dajç, wo Dom Kolec Prennushi als Pfarrer wirkte. Danach studierte er beim Priester Dedë Malaj und nach dessen Tod (erschossen im Mai 1959) beim Priester Pjetër Gruda. Im Dezember 1961 wurde er in der Kathedrale von Shkodra durch Bischof Ernesto Çobes zum Priester geweiht, am 8. Dezember feierte er in der Kathedrale seine Primiz. Er wirkte in verschiedenen Dorfgemeinden. Nach Schließung der Kirchen durch die Kommunisten feierte er an verschiedenen Orten heimlich die Hl. Messe und spendete die Sakramente, wie Bischof Frano Illia später über ihn berichtete. Als seine Familie durch den Kommunismus in Gefahr geriet, fand er mit vielen Verwandten Zuflucht in Jugoslawien. Dort wurden sie verraten und am 14. November 1968 verhaftet. Drei Tage später wurden sie nach Albanien ausgeliefert, wo sie weiterhin in Haft blieben; Marin Shkurti wurde dabei schwer gefoltert. Bei einer von den albanischen Kommunisten im März 1969 inszenierten Gerichtsverhandlung wurden viele seiner Verwandten zu langen Haftstrafen und Zwangsarbeit verurteilt. Dom Marin Shkurti wurde zum Tod verurteilt wegen angeblicher „Feindschaft zum Volk und Vaterlandsverrat“. Er wurde am 1. April 1969 erschossen.

## Berufung
Marin Shkurti berichtete seinem Lehrer Dom Dedë Malaj: „Dom Kolec hat mir vor seinem Sterben gesagt: ‚Marin, die Dörfer sind ohne Priester.‘“ Die Rückfrage des Lehrers ist überliefert: „Aber wenn du vielleicht verhaftet und gefoltert wirst wie Dom Kolec und die anderen Priester?“ Marin Shkurti antwortete, er habe keine Angst, und ergänzte: „Die Kraft Christi ist größer als die des Teufels.“ Später wurde in Albanien berichtet, dass Marin Shkurti dann den „eisernen Willen“ seines Lehrers Dom Dedë Malaj übernommen habe.

## Letzte Worte
Seine Worte nach Verkündigung des Todesurteils sind überliefert: „Ich werde verurteilt als Priester und bin froh, für den Glauben an Christus zu sterben. … Ich habe keine Angst. Dom Dedë hat mich gelehrt zu sterben mit seinem eigenen Sterben. Ihr glaubt, dass ihr mit dieser ‚Revolution‘ unseren katholischen Glauben besiegen könnt, aber vergesst nicht, dass die Kirche aus unserem Blut, das vergossen wird, neue Kraft schöpft. Die Kirche, die ihr gerade zerstört, wird wieder aufleben.“
Seine Worte kurz vor der Erschießung waren: „Ihr erschießt mich, nur weil ich Priester bin. Ich bin unschuldig. Es lebe der Glaube an Christus. Es lebe Albanien.“

## Seligsprechung
Die Seligsprechung von Marin Shkurti und 37 weiteren Märtyrern fand am 5. November 2016 in Shkodra statt. Der Präfekt der Kongregation für die Selig- und Heiligsprechungsverfahren, Kardinal Angelo Amato, leitete im Auftrag von Papst Franziskus die Feierlichkeiten.